# Mörttjärnen (Silleruds socken, Värmland, 659028-130288)
Mörttjärnen är en sjö i Årjängs kommun i Värmland och ingår i Göta älvs huvudavrinningsområde.